# 徳島県道276号勝浦羽ノ浦線
徳島県道276号勝浦羽ノ浦線（とくしまけんどう276ごう かつうらはのうらせん）は、徳島県勝浦郡勝浦町から阿南市に至る一般県道である。

## 概要
勝浦郡勝浦町大字沼江から阿南市羽ノ浦町宮倉に至る。勝浦郡勝浦町内・小松島市内は徳島県道22号阿南勝浦線と重複している。単独部分は全線2車線が確保されている。

### 路線データ
- 起点：徳島県勝浦郡勝浦町大字沼（徳島県道16号徳島上那賀線交点、徳島県道22号阿南勝浦線終点）
- 終点：徳島県阿南市羽ノ浦町宮倉（徳島県道130号大林津乃峰線交点）
- 総延長：7.765 km[1]

## 歴史
- 1959年（昭和34年）1月31日 - 徳島県道153号本沼江羽ノ浦線として認定。
- 1972年（昭和47年）3月10日 - 現路線番号・路線名で認定。
- 1993年（平成5年）5月11日 - 建設省から、県道勝浦羽ノ浦線の一部を阿南勝浦線として主要地方道に指定される[2]。

## 路線状況

### 重複区間
- 徳島県道22号阿南勝浦線（勝浦郡勝浦町大字沼江（起点） - 阿南市羽ノ浦町古毛）
- 徳島県道28号阿南小松島線（小松島市櫛渕町 - 阿南市羽ノ浦町古毛）

### 道路施設

#### 橋梁
- 農免橋（阿南市）

## 地理

### 通過する自治体
- 徳島県
  - 勝浦郡勝浦町 - 小松島市 - 阿南市

### 交差する道路
| 交差する道路                                                              | 市町村名 | 市町村名 | 交差する場所 | 交差する場所 |
| ------------------------------------------------------------------------- | -------- | -------- | ------------ | ------------ |
| 徳島県道16号徳島上那賀線 徳島県道22号阿南勝浦線 重複区間起点              | 勝浦郡   | 勝浦町   | 大字沼江     | 起点         |
| 徳島県道28号阿南小松島線 重複区間起点                                     | 小松島市 | 小松島市 | 櫛渕町       |              |
| 徳島県道22号阿南勝浦線 重複区間終点 徳島県道28号阿南小松島線 重複区間終点 | 阿南市   | 阿南市   | 羽ノ浦町古毛 |              |
| 徳島県道130号大林津乃峰線                                                 | 阿南市   | 阿南市   | 羽ノ浦町中庄 | 終点         |

### 沿線
- 勝浦川
- 那賀川
- 阿南市立羽ノ浦中学校

## ギャラリー

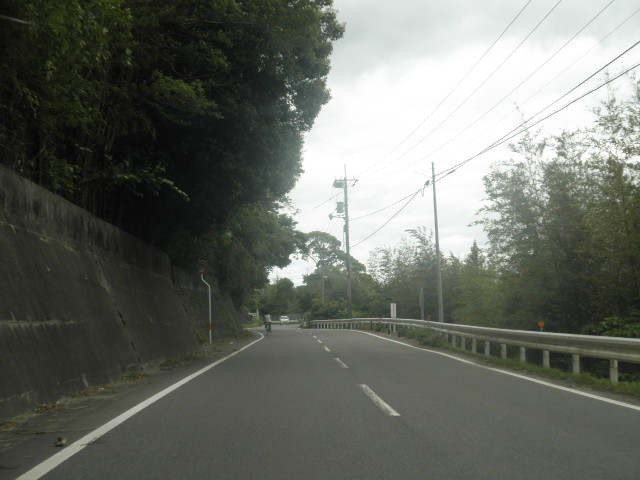
阿南市羽ノ浦町古毛
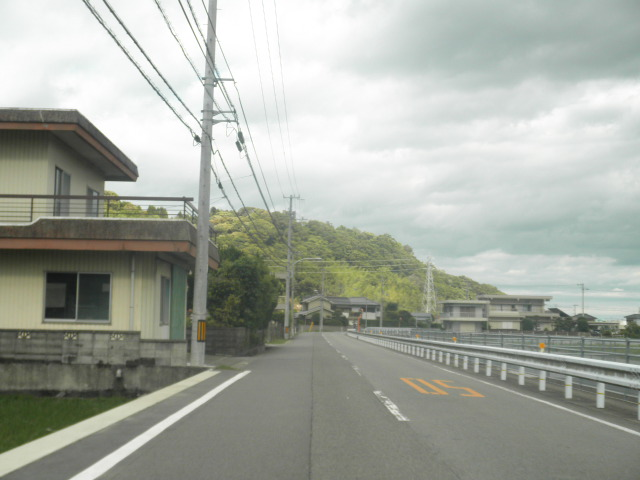
阿南市羽ノ浦町
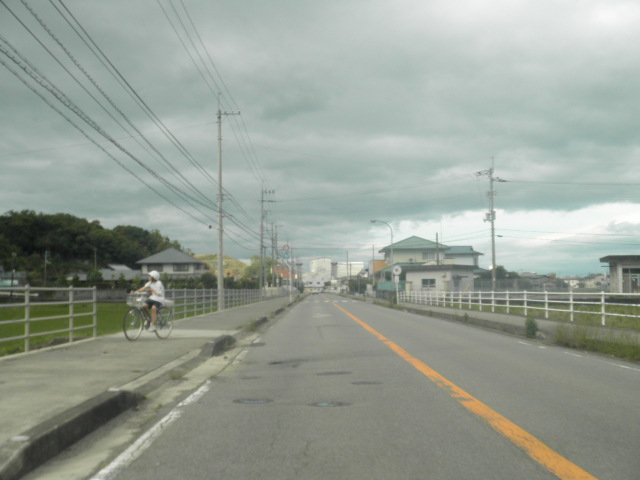
阿南市羽ノ浦町岩脇
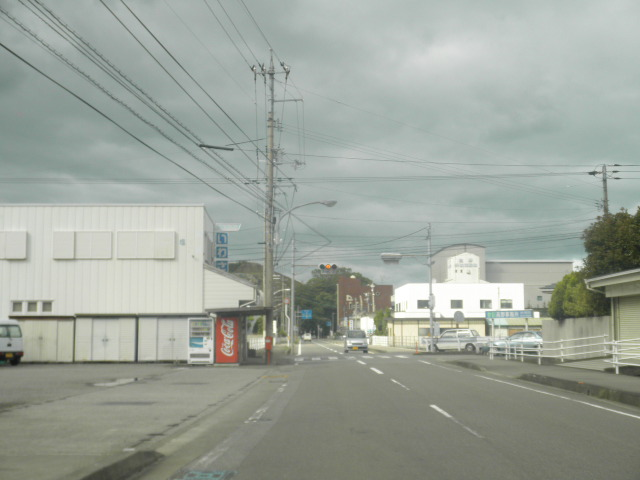
阿南市羽ノ浦町宮倉